# Каєтан Жмиґродський
Каєтан Жмиґродський (пол. Kajetan Żmigrodzki; ? — ?) — польський римо-католицький священник, почесний канонік і кустос Львівської латинської митрополичої капітули, педагог, професор богослов'я богословського факультету і ректор Львівського університету в 1852—1853 роках.

## Життєпис
Викладав польською мовою пасторальне богослов'я на богословському факультеті Львівського університету — у 1816 році став професором, одночасно був канцлером латинської митрополичої консисторії. У 1826 році став почесним каноніком Львівської латинської митрополичої капітули. Був екзаменатором священиків усіх трьох обрядів. 1830 року за його власним бажанням цісар звільнив його з професури та призначив директором гімназійних студій по Галичині. Написав «Dwa okólniki administracyi lwowskiej do duchowieństwa» (Львів 1848).
У 1852—1853 академічному році був ректором Львівського університету.
Відзначений лицарським хрестом ордена Франца Йосифа.